# Glypta rufipes
Glypta rufipes là một loài tò vò trong họ Ichneumonidae.